# Jonas Hedström
Jonas Hedström, född den 13 augusti 1813 i Småland, död den 5 maj 1859, var en svensk pionjär inom metodiströrelsen. Han var bror till Olof Hedström.
Jonas Hedström följde 1833 sin bror till Amerika och bosatte sig i Illinois, 1839 i staden Victoria. Tidigt verksam som predikant samlade han här svenskar omkring sig och bildade en svensk metodistförsamling. Särskilt verkade han bland Erik-jansarna i Bishop Hill.